# The Enemy
The Enemy er en amerikansk stumfilm fra 1916 af Paul Scardon.

## Medvirkende
- Charles Kent som Harrison Stuart
- Julia Swayne Gordon som Mrs. Stuart
- Peggy Hyland som Tavy
- Evart Overton som Billy Lane
- Billie Billings som Geraldine